# هراچیا روستومیان
هراچیا واهانی روستومیان (ارمنی: Վարդան Վահանի Խաչատրյան؛ زادهٔ ۳ مارس ۱۹۸۱) یک سیاستمدار اهل ارمنستان است که از تاریخ ۱۶ ژوئن ۲۰۱۲ تا تاریخ ۲۰۱۳ در دولت تیگران سارگسیان و از تاریخ ۲۷ اکتبر ۲۰۱۶ تا تاریخ ۲۰۱۸ در دولت کارن کاراپتیان سمت وزارت ورزش و امور جوانان ارمنستان را برعهده داشت.

## زندگی‌نامه
در ۳ مارس ۱۹۸۱ در ایروان به دنیا آمد. وی همچنین برنده مدال آندرانیک اوزانیان و مدال قدردانی شده‌است.